# Drogeo

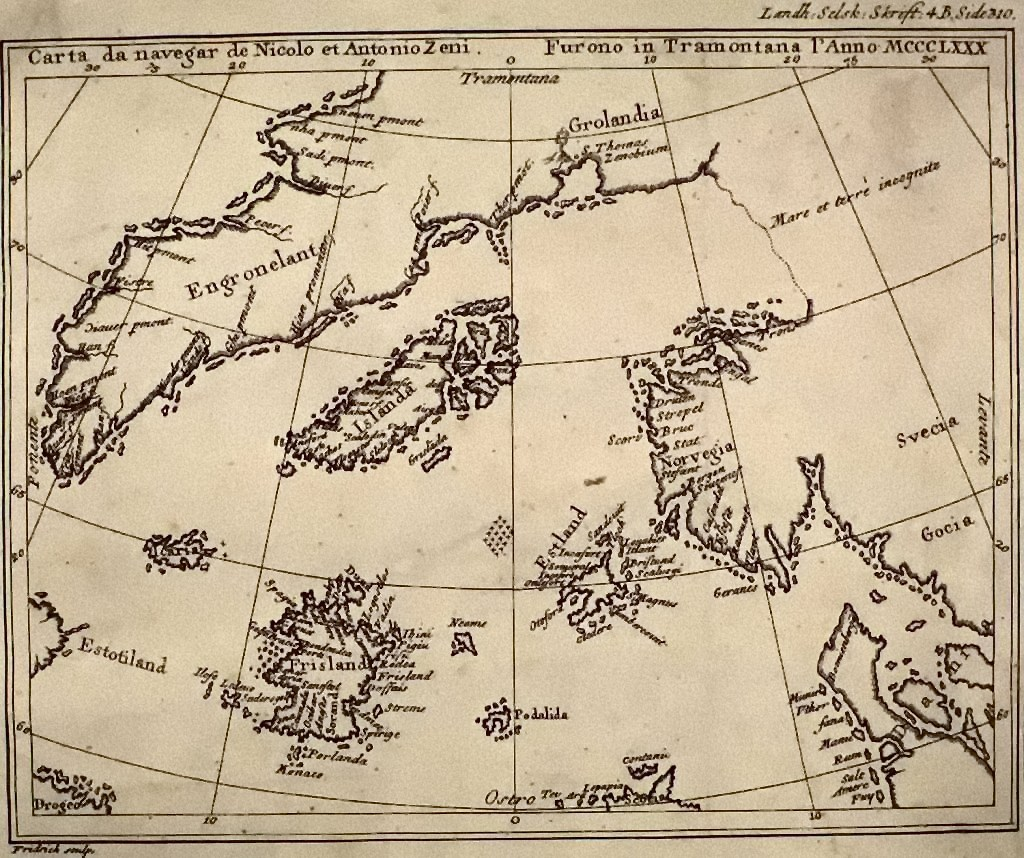
Carte Zeno (1558) indiquant Drogeo (en bas à gauche).

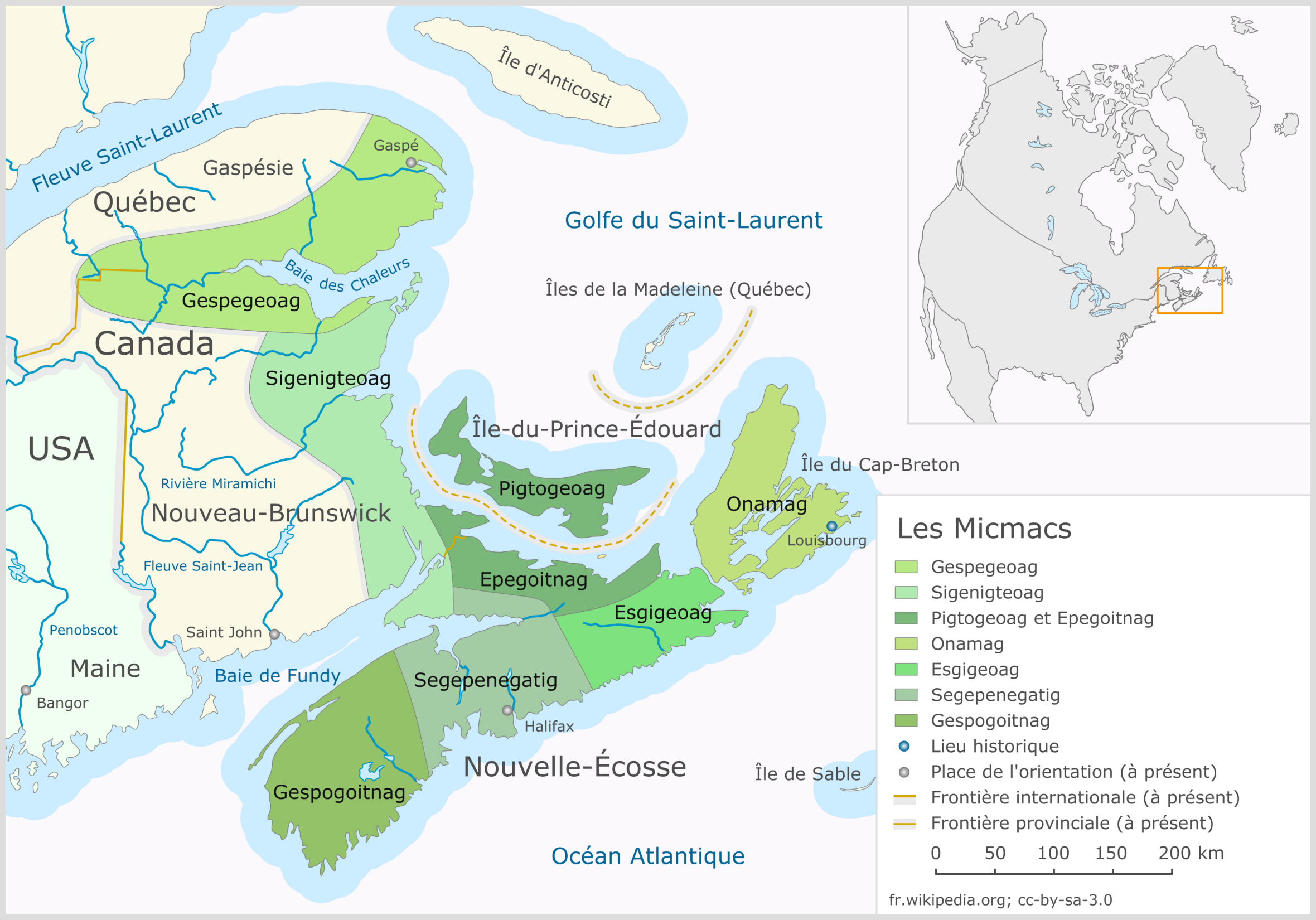
Carte des territoires Micmacs sur l'ancien territoire Drogeo

Drogeo est un lieu géographique indiqué sur un certain nombre de cartes marines à l'époque médiévale. Sa localisation se situerait au Sud de l'île actuelle de Terre-Neuve, du côté de l'île du Cap-Breton et de la Nouvelle-Écosse, voire de la Nouvelle-Angleterre.

## Cartographie
La carte Zeno de Nicolo Zeno, éditée en 1558, indique de nombreuses îles à l'ouest de l'océan Atlantique (Groenland, Estotiland, Drogeo, etc.) découvertes lors du voyage des frères Zeno vers 1390.

## Description
Drogeo est décrite comme une grande île voire comme un continent situé juste au Sud de l'île d'Estotiland. Drogeo aurait été peuplé de barbares cannibales vivant nus. 

## Linguistique
Le terme "Drogeo" s'apparente aux noms que les amérindiens de la Nation Micmacs donnèrent à différents lieux de leur territoire. Nous retrouvons la phonétique [geo] de Drogeo dans les lieux tels que Gespegeoag, Pigtogeoag et Esgigeoag.  L'étymologie du mot Drogeo permet de constater que l'on retrouve [geo] dans toutes ces toponymies.
Cela tendrait à prouver la véracité de cette carte, Drogeo pouvant être un diminutif d'une expression locale amérindienne Drogeoag que l'équipage de Nicolo Zeno aurait tronqué en Drogeo par méconnaissance de la langue des Micmacs.